# Pewnego razu w lesie
Pewnego razu w lesie (ang. Once Upon a Forest) – brytyjsko-amerykański film animowany z 1993 roku w reżyserii Charlesa Grosvenora.

## Fabuła
W lesie Dapplewood żyje czwórka przyjaciół – mysz Abigail, jeż Russell, kret Edgar i borsuk Michelle, który jest krewnym ich nauczyciela, Corneliusa. Pewnego dnia Russell cudem unika potrącenia przez nieuważnego kierowcę, który na domiar złego wyrzuca przez okno samochodu butelkę. W dodatku część lasu zostaje skażona trującym gazem. Michelle zaczyna się źle czuć. Przyjaciele wyruszają na poszukiwania ziół mogących uzdrowić borsuka.

## Obsada
- Michael Crawford – Cornelius
- Ben Vereen – Phineas
- Ellen Blain – Abigail
- Benji Gregory – Edgar
- Paige Gosney – Russell
- Elisabeth Moss – Michelle
- Will Estes – Willy
- Charlie Adler – Waggs
- Rickey D’Shon Collins – Bosworth
- Don Reed – Marshbird